# Ptilocephala plumifera
Ptilocephala plumifera là một loài bướm đêm thuộc họ Psychidae. It is found 
in hầu hết châu Âu phía nam British Isles và Scandinavia, phía đông đến phần châu Âu thuộc Nga.
There is strong sexual dimorphism in the adults. Males have wings, but females are wingless. Con trưởng thành bay từ tháng 3 đến tháng 4.
Ấu trùng ăn nhiều loại cỏ và herbs, bao gồm Thymus và Calluna và possibly mosses.

## Hình ảnh

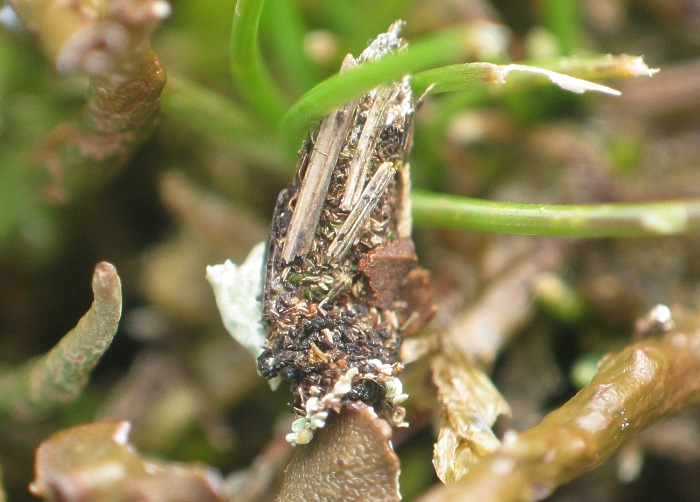
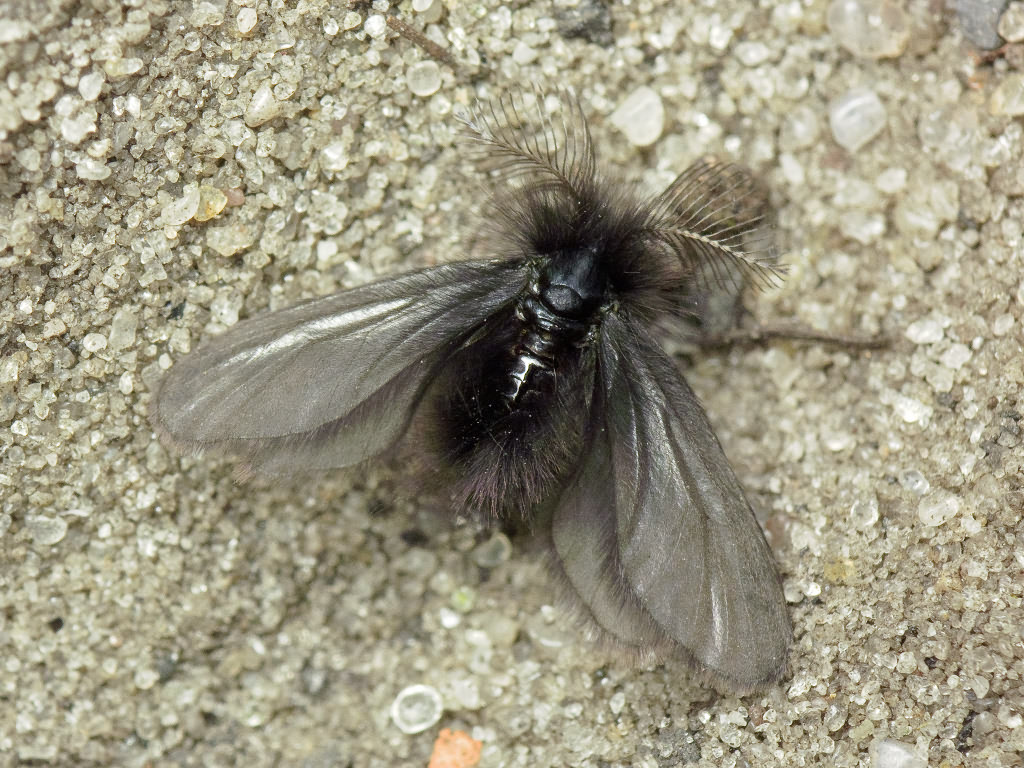